# Miłosz Parczewski
Miłosz Stanisław Parczewski (ur. 28 sierpnia 1977 w Szczecinie) – polski profesor nauk medycznych, genetyk, nauczyciel akademicki

## Życiorys
W 2002 ukończył studia medyczne w Pomorskiej Akademii Medycznej w Szczecinie. 18 grudnia 2007 obronił pracę doktorską Warianty sekwencji genów receptorów chemokin a podatność na zakażenie ludzkim wirusem niedoboru odporności typu 1. W 2011 za znaczące osiągnięcia w badaniach zmienności molekularnej związanej z zakażeniem HIV-1 otrzymał medal Amicus Scientiae et Veritatis przyznany przez Szczecińskie Towarzystwo Naukowe. 19 czerwca 2012 habilitował się na podstawie pracy zatytułowanej Epidemiologia molekularna w zakażeniu HIV-1: zmienność genetyczna gospodarza i wirusa. 22 stycznia 2016 nadano mu tytuł profesora w zakresie nauk medycznych. 
Był najmłodszym profesorem uniwersyteckim i najmłodszym szefem Kliniki Chorób Zakaźnych w Polsce.
Obecnie pracuje na stanowisku profesora w Klinice Chorób Zakaźnych, Tropikalnych i Nabytych Niedoborów Immunologicznych na Wydziale Medycyny i Stomatologii Pomorskiego Uniwersytetu Medycznego w Szczecinie.
21 grudnia 2023 został powołany na stanowisko konsultanta krajowego w dziedzinie chorób zakaźnych.

## Hobby
Jest miłośnikiem książek science fiction oraz kultury hiszpańskiej.